# Marta Nieto Martínez
Marta Nieto Martínez (Múrcia, 31 de gener de 1982) és una actriu i professora de ioga espanyola.

## Biografia

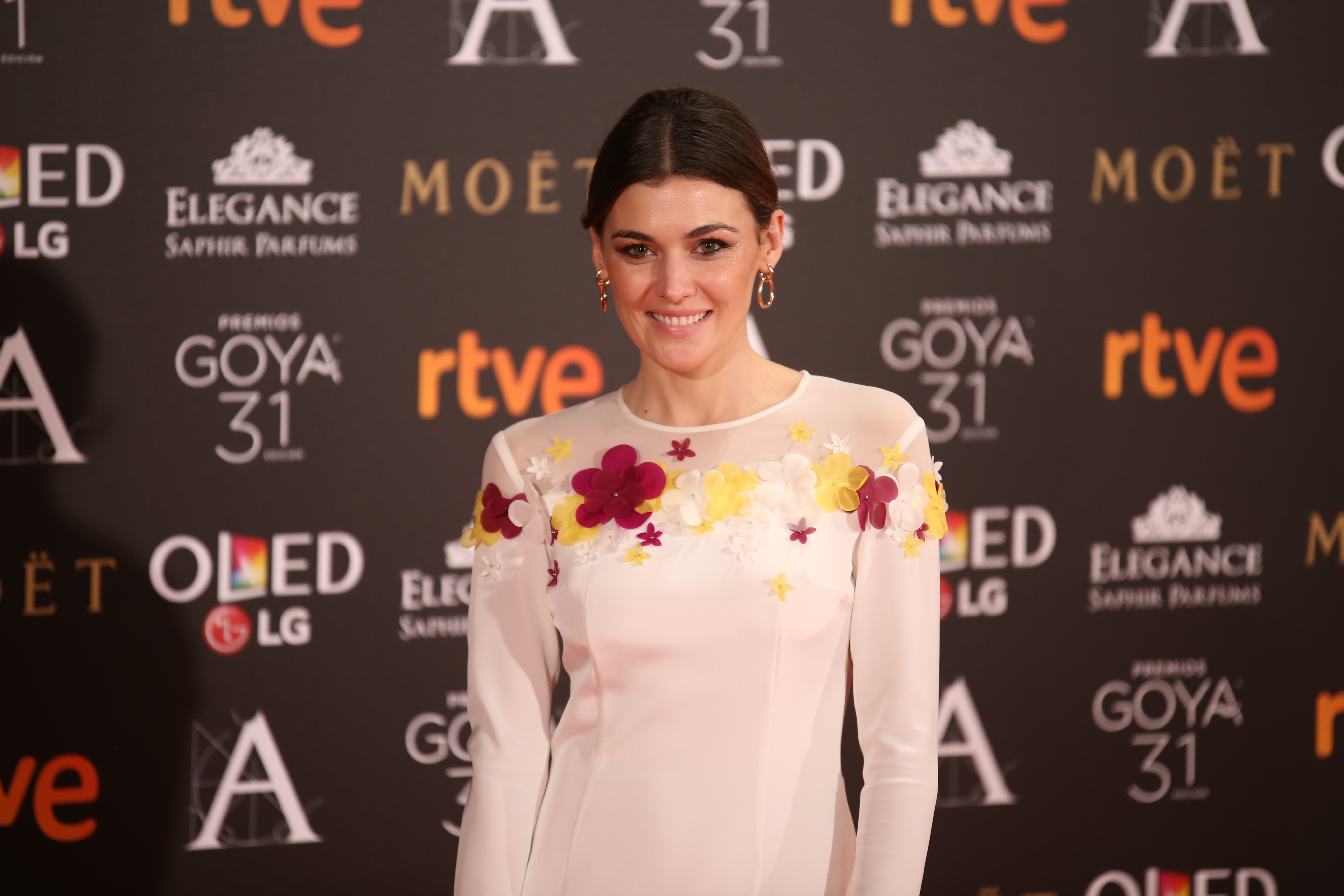
Marta Nieto als Premis Goya 2017

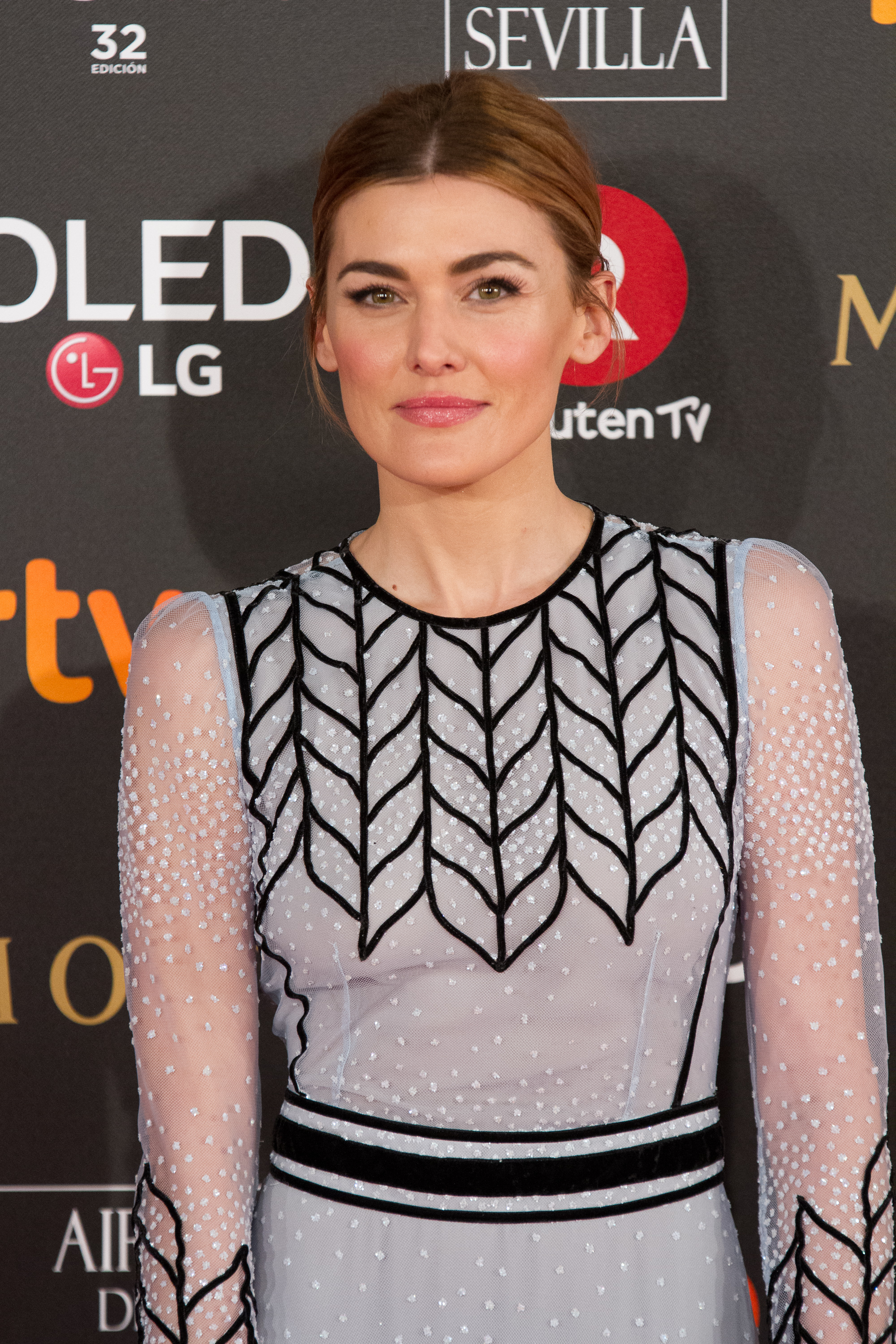
Marta Nieto en los Premis Goya 2018

Com a actriu és coneguda principalment pels seus papers en la sèrie Hermanos y detectives (2007), el llargmetratge El camino de los ingleses, d'Antonio Banderas (2006) i el curtmetratge Madre (2017) que va ser nominat als Premis Oscar.
Al setembre de 2019 va ser reconeguda premi a la millor actriu de la secció Horitzons, la segona més important de la Mostra Internacional de Cinema de Venècia, pel seu paper en la pel·lícula Madre de Rodrigo Sorogoyen.Guanyadora millor interpretació femenina en els premis Forque per Madre de Rodrigo Sorogoyen

## Filmografia

### Cinema
| Any  | Títol                     | Personatge      | Director            | Notes           |
| ---- | ------------------------- | --------------- | ------------------- | --------------- |
| 2004 | Terror global             | Lola            | Bryan Goeres        | Paper secundari |
| 2004 | Golpe maestro             | Xicota d'Héctor | Bryan Goeres        | Paper menor     |
| 2006 | El camino de los ingleses | La Cuerpo       | Antonio Banderas    | Paper secundari |
| 2007 | Café solo o con ellas     | María           | Álvaro Díaz Lorenzo | Paper secundari |
| 2008 | 8 citas                   | María           | Peris Romano        | Paper secundari |
| 2013 | Combustión                | Carla           | Daniel Calparsoro   | Paper secundari |
| 2014 | La despedida              | Mónica          | Álvaro Díaz Lorenzo | Paper principal |
| 2019 | Litus                     | Su              | Dani de la Orden    | Paper principal |
| 2019 | Madre                     | Elena           | Rodrigo Sorogoyen   | Paper principal |

### Sèries de televisió
| Any         | Títol                              | Personatge                | Cadena     | Notes                                   |
| ----------- | ---------------------------------- | ------------------------- | ---------- | --------------------------------------- |
| 2005        | Hospital Central                   | Fátima                    | Telecinco  | Episodi: «Mundos paralelos»             |
| 2005        | Motivos personales                 | Rita                      | Telecinco  | Invitada; 2 episodis                    |
| 2006        | Mesa para cinco                    | Nina                      | laSexta    | Invitada; 4 episodis                    |
| 2006        | Cuéntame cómo pasó                 | Mónica                    | La 1       | Episodi: «La noche de los Rodríguez»    |
| 2006        | Películas para no dormir: La culpa | Embarassada               | FDF        | Telefilm                                |
| 2006        | Vida robada                        | Rosa                      | —          | Telefilm                                |
| 2007 - 2009 | Hermanos y detectives              | Carmen                    | Telecinco  | Elenc principal; 26 episodis            |
| 2008        | Generación DF                      | Mar                       | Antena 3   | Elenc principal; 5 episodis             |
| 2009        | Los hombres de Paco                | Marga                     | Antena 3   | Invitada; 4 episodis                    |
| 2010        | Karabudjan                         | Ana Muro                  | Antena 3   | Elenc principal; 6 episodis             |
| 2013        | El don de Alba                     | Victoria                  | Telecinco  | Episodi: «La novia blanca»              |
| 2013        | Frágiles                           | Marta                     | Telecinco  | Episodi: «El mendigo herido»            |
| 2013 - 2015 | Cuéntame cómo pasó                 | Estefanía                 | La 1       | Elenc secundario; 15 episodis           |
| 2014        | Ciega a citas                      | Natalia Valdecantos       | Cuatro     | Elenc principal; 137 episodis           |
| 2015        | Los nuestros                       | Marta                     | Telecinco  | Episodi: «Piloto»                       |
| 2015        | Mar de plástico                    | Jutgessa                  | Antena 3   | Elenc secundari; 4 episodis             |
| 2016        | El Caso: Crónica de sucesos        | Elvira                    | La 1       | Episodi: «Garrote vil»                  |
| 2016        | El hombre de tu vida               | Luz                       | La 1       | Episodi: «Desafíos»                     |
| 2016        | El Ministerio del Tiempo           | Isabel de Portugal        | La 1       | Episodi: «Cambio de tiempo»             |
| 2018        | Vergüenza                          | Andrea                    | #0         | Elenc secundari; 6 episodis             |
| 2019        | Vis a vis                          | Consolación Utrilla Pérez | FOX España | Episodi: «Traición»                     |
| 2019        | Secretos de Estado                 | Elena Llanos              | Telecinco  | Elenc secundari; 8 episodis             |
| 2020        | Caronte                            | Cleo Torres-Soler         | Telecinco  | Episodi: «Inmarcesible»                 |
| 2020        | En casa                            | Sara                      | HBO España | Episodi: «Una situación extraordinaria» |

## Premis i reconeixements
Festival Internacional de Cinema de Venècia
| Any  | Secció    | Categoria     | Pel·lícula | Resultat   |
| ---- | --------- | ------------- | ---------- | ---------- |
| 2019 | Horitzons | Millor actriu | Madre      | Guanyadora |

Medalles del Cercle d'Escriptors Cinematogràfics
| Any  | Categoria     | Pel·lícula | Resultat   |
| ---- | ------------- | ---------- | ---------- |
| 2019 | Millor actriu | Madre      | Guanyadora |

Premis Forqué
| Any  | Categoria                  | Pel·lícula | Resultat   |
| ---- | -------------------------- | ---------- | ---------- |
| 2020 | Millor actriu protagonista | Madre      | Guanyadora |

Premis Fugaz al curtmetratge espanyol
| Any  | Categoria     | Curtmetratge | Resultat   |
| ---- | ------------- | ------------ | ---------- |
| 2018 | Millor actriu | Madre        | Guanyadora |

Premis Goya
| Any  | Categoria                  | Pel·lícula | Resultat |
| ---- | -------------------------- | ---------- | -------- |
| 2020 | Millor actriu protagonista | Madre      | Nominada |